# Do the Strand
"Do the Strand" is een nummer van de Britse band Roxy Music. Het verscheen op hun tweede album For Your Pleasure uit 1973. In juli van dat jaar werd het uitgebracht als de enige single van het album.

## Achtergrond
"Do the Strand" is geschreven door zanger Bryan Ferry en geproduceerd door de gehele band in samenwerking met Chris Thomas en John Anthony. Ferry vertelde over het ontstaan van het nummer: "Ik was al lang fan van Cole Porter en andere liedjesschrijvers uit zijn tijd. 'Do the Strand' was een poging om die schrijfstijl te evenaren, er zitten veel culturele verwijzingen in die ik interessant vond." In tegenstelling tot de nummers op het debuutalbum van de band begint het niet met een lange, instrumentale intro, maar begint Ferry direct te zingen.
In navolging van dansrages uit het begin van de jaren '60, zoals de twist, "Do the Strand" wordt de luisteraar overtuigd om de "strand" te dansen. Deze fictieve dans leent zijn naam aan het Britse sigarettenmerk Strand. In de tekst zijn verwijzingen te vinden naar bekende kunstwerken, zoals de Sfinx van Gizeh, de Mona Lisa, de roman Lolita en het schilderij Guernica. Dit was kenmerkend voor het vroege werk van Roxy Music. De tekst heeft echter geen instructies die aangeven hoe de "strand" moet worden gedanst. Volgens Ferry is het "de 'dans van het leven' - het doet je herinneren aan oudere dansfenomenen, zoals de avant-garde-achtige passie en uitbundigheid van de Ballets Russes en de controversiële charlestondansrage uit de Jazz Age".
"Do the Strand" werd in 1973 in enkele landen als single uitgebracht, maar niet in het Verenigd Koninkrijk. Later dat jaar speelde de band het nummer wel in het televisieprogramma The Old Grey Whistle Test. Het bereikte de hitlijsten in Duitsland, waar het tot plaats 41 kwam, en in Nederland, waar het plaats 24 in de Top 40 en plaats 23 in de Daverende Dertig behaalde. Pas in 1978 werd het in het Verenigd Koninkrijk als single uitgebracht ter promotie van het album Greatest Hits, maar bij deze uitgave bereikte het geen hitlijsten. Desondanks bleek het een populair nummer tijdens liveoptredens van de band.

## Hitnoteringen

### Nederlandse Top 40
| Hitnotering: 07-07-1973 t/m 04-08-1973 | Hitnotering: 07-07-1973 t/m 04-08-1973 | Hitnotering: 07-07-1973 t/m 04-08-1973 | Hitnotering: 07-07-1973 t/m 04-08-1973 | Hitnotering: 07-07-1973 t/m 04-08-1973 | Hitnotering: 07-07-1973 t/m 04-08-1973 | Hitnotering: 07-07-1973 t/m 04-08-1973 |
| Week                                   | 1                                      | 2                                      | 3                                      | 4                                      | 5                                      |                                        |
| -------------------------------------- | -------------------------------------- | -------------------------------------- | -------------------------------------- | -------------------------------------- | -------------------------------------- | -------------------------------------- |
| Nummer                                 | 33                                     | 24                                     | 26                                     | 31                                     | 39                                     | uit                                    |

### Daverende Dertig
| Hitnotering: 30-06-1973 t/m 21-07-1973 | Hitnotering: 30-06-1973 t/m 21-07-1973 | Hitnotering: 30-06-1973 t/m 21-07-1973 | Hitnotering: 30-06-1973 t/m 21-07-1973 | Hitnotering: 30-06-1973 t/m 21-07-1973 | Hitnotering: 30-06-1973 t/m 21-07-1973 |
| Week                                   | 1                                      | 2                                      | 3                                      | 4                                      |                                        |
| -------------------------------------- | -------------------------------------- | -------------------------------------- | -------------------------------------- | -------------------------------------- | -------------------------------------- |
| Nummer                                 | 29                                     | 27                                     | 23                                     | 25                                     | uit                                    |

### NPO Radio 2 Top 2000
| Nummer met noteringen in de NPO Radio 2 Top 2000 | '00 | '01 | '02  | '03  | '04  | '05 | '06  | '07  | '08  |
| ------------------------------------------------ | --- | --- | ---- | ---- | ---- | --- | ---- | ---- | ---- |
| Do the Strand                                    | 748 | -   | 1169 | 1717 | 1436 | -   | 1866 | 1905 | 1801 |

1. ↑  Een '-' betekent dat het nummer niet was genoteerd en een vetgedrukt getal geeft de hoogste notering aan.
2. ↑  2000 was het eerste jaar met een notering voor dit nummer.
3. ↑  Deze tabel is bijgewerkt tot en met de laatste editie (2024).